# Gūgān
Gūgān (persiska: Gāvkān, گاوگان, گوگان, گاوكان) är en ort i Iran.   Den ligger i provinsen Östazarbaijan, i den nordvästra delen av landet, 500 km väster om huvudstaden Teheran. Gūgān ligger 1 292 meter över havet och antalet invånare är 10 949.
Terrängen runt Gūgān är platt åt nordväst, men åt sydost är den kuperad.Runt Gūgān är det tätbefolkat, med 459 invånare per kvadratkilometer. Närmaste större samhälle är Āz̄arshahr, 7,0 km öster om Gūgān. Trakten runt Gūgān består till största delen av jordbruksmark.